# Indrateri
Indrateri és un gènere de giràfid extint descrit per Pilgrim el 1910. Visqué durant la primera meitat del Miocè i se n'han trobat fòssils al Pakistan, a la regió del Panjab. Se n'ha descrit una sola espècie, I. compressus.